# Phú Minh (thị trấn)
Phú Minh là một thị trấn thuộc huyện Phú Xuyên, thành phố Hà Nội, Việt Nam.

## Địa lý
Thị trấn Phú Minh nằm ở phía đông bắc huyện Phú Xuyên, có vị trí địa lý:
- Phía bắc và tây giáp huyện Thường Tín
- Phía đông giáp sông Hồng và tỉnh Hưng Yên
- Phía nam giáp xã Nam Tiến.

Thị trấn Phú Minh có diện tích 1,06 km², dân số năm 1999 là 4.739 người, mật độ dân số đạt 4.471 người/km².

## Hành chính
Thị trấn Phú Minh được chia thành 5 tiểu khu: Cơ Khí, Đường, Giấy, Phú Gia, Phú Thịnh.

## Kinh tế
Sau 30 năm thành lập (1986-2016), Đảng bộ thị trấn liên tục đạt Đảng bộ TSVM, tốc độ tăng trưởng hàng năm đạt từ (5,12%-18,2%), thu nhập bình quân đầu người đạt 26 triệu đ/người/năm, hộ nghèo còn 0,52%, tỷ lệ sinh giữ 0,75%; đời sống vật chất tinh thần và an sinh xã hội ngày càng được cải thiện; giáo dục, y tế, văn hóa, thể dục thể thao được chăm lo phát triển; chăm sóc sức khỏe cho nhân dân được quan tâm; cơ sở hạ tầng môi trường được chỉnh trang, nâng cấp, bê tông hóa khang trang, sạch, đẹp; 100% hộ dân được sử dụng nước máy; 2/4 trường và trạm y tế đạt chuẩn quốc gia; xây và tu sửa 5 nhà văn hóa, sân chơi thể thao, sân khấu ở các tiểu khu; trùng tu, tôn tạo, củng cố di tích lịch sử đình chùa Phổ Quang miếu nhà thờ (nhà giải võ, mở rộng sân, giếng đình, giếng chùa, hồ bán nguyệt, cổng tam quan, nhà khách, nhà tiếp linh, bảo tháp báo nghiêm quy mô) gần chục tỷ đồng; xây và nâng cấp chợ Phú Minh kinh phí hơn 6 tỷ đồng phục vụ giao thương buôn bán cho nhân dân trong và ngoàì thị trấn; phong trào văn hóa văn nghệ quần chúng phát triển, hình thức nội dung chất lượng được nâng lên; phong trào “Toàn dân đoàn kết xây dựng đời sống văn hóa” được đẩy mạnh: Có 97,27% hộ Gia đình văn hóa, 5/5 Tiểu khu văn hóa, 6 Cơ quan văn hóa, 37 câu lạc bộ (CLB phòng chống bạo lực gia đình mô hình điểm đầu tiên của Thành phố Hà Nội), 73/97 trường hợp đi hỏa táng.. được Bộ VHTTDL, UBND TP.Hà Nội tặng Bằng khen). Với 70 liệt sỹ, 65 thương binh, 24 bệnh binh, 1000 lượt người tham gia nhập ngũ, 2 Bà mẹ Việt Nam anh hùng, 925 người được thưởng Huân, Huy chương kháng chiến.. Phú Minh hôm nay đã vươn lên phát triển kinh tế, luôn đảm bảo ổn định về mặt chính trị, đời sống văn hóa tinh thần của nhân dân được nâng cao, tạo điều kiện cho nhân dân yên tâm ổn định cuộc sống. Qua hơn 30 năm xây dựng và phát triển, thị trấn công nghiệp Phú Minh đang đổi mới từng ngày, nhiều khởi sắc, xứng đáng là trung tâm văn hóa-kinh tế-chính trị tin cậy, khu đô thị văn minh giầu đẹp, đơn vị tốp dẫn đầu của huyện Phú Xuyên Anh hùng.

## Lịch sử
Ngày 6/9/1986 thị trấn Phú Minh được thành lập theo Quyết định số 103/QĐ-HĐBT của Hội đồng Bộ trưởng (nay là Chính phủ). Thị trấn được tách ra từ xã Văn Nhân gồm: Thôn Nho Tống, xóm trại Văn Minh, các cơ quan xí nghiệp trạm, trại và trường Công nhân Cơ Điện II. Diện tích tự nhiên là 121,65 ha, dân số là 1467 hộ với 4922 khẩu.

## Văn hóa
Thị trấn công nghiệp Phú Minh (Phú Xuyên, Thành phố Hà Nội) là vùng đất cổ có bề dày văn hóa lịch sử lâu đời, xưa là làng Nho Tống có từ thời Tiền Lê (980-1009) thuộc xã Do Lễ, tổng Vạn Điểm, phủ Thường Tín, tỉnh Hà Nội.
Quá trình biển lùi và sự bồi đắp của phù sa sông Hồng từ hàng vạn năm kiến tạo hình thành nên, tổ tiên nơi đây đã khai phá đất đai, đắp đê trị thủy và tạo dựng 3 xóm (Nho Tống, Văn Minh, Chanh Thôn) lập thành làng Do Lễ gắn với tên Kẻ Chảy, Kẻ Trên, Kẻ Dưới. Ban đầu đều thờ chung Thành Hoàng Đoàn Thượng.. sau tách ra Chanh Thôn vai “anh cả” do giữ bát hương, Nho Tống vai “anh hai” giữ long ngai, Văn Minh vai “em út” giữ các đồ khí tự. Với phong tục tập quán thuần hậu thể hiện qua vần thơ “Hỡi cô thắt dải lưng xanh/ Có về làng Chảy với anh thì về/ Làng Chảy có cây bồ đề/ Có sông tắm mát nhiều nghề tinh anh” (mộc dân dụng, mộc cao cấp, khảm sơn mài, buôn bán thương mại, vật liệu xây dựng, dịch vụ chung chuyển từ xứ Đoài sang xứ Đông)…
Nhà thờ cụ Trần Tán Bình.
Thị trấn Phú Minh có ngôi đình cổ thờ Triệu Quang Phục (Triệu Việt Vương) làm Thành Hoàng Làng – người có công chống quân xâm lược nhà Lương, đóng quân ở đầm Dạ Trạch (Bãi Màn Trò, Khoái Châu, Hưng Yên). Ngày 13/4/548, Triệu Quang Phục lên ngôi vua xưng là Triệu Việt Vương. Năm 550, từ căn cứ Dạ Trạch tiến quân ra giết được tướng Dương Sàn (nhà Lương) thu được thành Long Biên. Khi đó ở Cửu Chân (Thanh Hóa) Lý Thiên Bảo và Lý Phật tử đóng quân ở động Dã Năng và xưng là Đào lang Vương, năm 555 Lý Thiên Bảo mất, binh quyền về tay Lý Phật Tử. Năm 557, Lý Phật Tử đem quân về đánh Triệu Việt Vương để giành ngôi vua cho nhà Lý nhưng đánh không thắng, Lý Phật Tử phải chia đất giảng hòa. Để tỏ rõ tình hòa hiếu, Triệu Việt Vương còn gả con gái là Cảo Nương cho con trai Lý Phật Tử là Nhã Lang. Năm 571, Lý Phật Tử phản trắc, bất ngờ đem quân đánh úp, do mất cảnh giác không phòng bị Triệu Quang Phục thua trận, thất thế rút chạy về phía Nam, cùng đường ông gieo mình xuống cửa biển Đại An (nay thuộc Nam Định) tuẫn tiết. Thương tiếc và nhớ ơn ông, người anh hùng cứu nước, nhân dân làng Nho Tống xây dựng đình, đền thờ phụng Ngài. Đình Nho Tống có niên đại từ vua Lê Thái Tổ (1428-1433)với bình đồ kiến trúc chữ môn, bốn mái đao cong, tọa lạc trên thế đất long giáng, trước có hồ nước rộng, cảnh quan đẹp, trông ra phía Tây Chúc có giếng cổ ẩm thủy. Đình còn: Nhiều bức cốn trạm khắc thời Lê thế kỷ 18, cỗ long ngai bài vị thờ Triệu Quang Phục thế kỷ 19, 5 đạo sắc phong, 2 văn bia hậu ký, 2 kiệu, bát bửu, 2 chóe sứ, 5 bát hương, 2 đôi lộc bình, bộ bát bửu, sập gỗ, hương án, giá văn, 3 hoành phi, 3 cửa võng, cuốn thư, đôi hạc gỗ, đôi nến đồng, đôi phỗng chầu.. cổ có giá trị. Năm “Tự Đức nhị niên 1849” đình được trùng tu tôn tạo và giữ được cho đến ngày nay.
Bia hậu ký 1 đình Nho Tống thị trấn Phú Minh.
Bia hậu ký 2 đình Nho Tống thị trấn Phú Minh.
Đoàn Thượng “Đông Hải Đại Vương Thượng Đẳng tối linh Thần tích” thờ ở miếu Nho Tống, sinh ngày 12/8 năm Trinh Phù thứ 6, đời Lý Cao Tông vào giữa tiết Thu năm Tân Sửu. Thân mẫu Lý Thị mơ thấy mình bắt được Giao Long bên bờ Đông Hải. Thân phụ Đoàn Trung chọn ngay chữ Thượng đặt tên con, 15 tuổi mẹ mất, 4 năm sau cha về cùng tiên tổ. Ngài tạm biệt gia hương, đi khắp trốn thôn quê tầm sư học đạo. Triều đình mở khoa thi Tam Giáo, Ngài ứng thí đỗ Mậu Tài và được nhà vua chọn làm quan Trung Thị. Ghi tạc lời cha “Mấy đời họ Đoàn hưởng ơn mưa móc, nên hết lòng mẫn cán, phò tá Lý triều, vì nước tận trung”. Thương tiếc và nhớ ơn ông, làng “Chảy Nho Tống” lập miếu, đình thờ Ngài. Khắp Hồng Châu làng xã, bao Vương Đế hậu triều, bấy đạo chỉ sắc phong Thượng đẳng Tối Linh Thần Đông Hải “Anh hùng trung tín, dẫu chết vẫn như còn/ Đông Hải Đại Vương, Danh Thần thiêng vạn thế”. Đức Thánh Đoàn Thượng hóa ngày 7/11. Ngài hiển thánh về đời vua Trần Thái Tôn, ngài là bậc trung thần phù nhà Lý, chống lại nhà Trần, chiêu dân lập ấp ở Bần Yên Nhân (Hưng Yên). Hiện có 242 đình, đền, miếu ở nước ta thờ.
Làng Chảy Nho Tống có tục kiêng tên húy là “Thượng” và “Phục”, lúc đọc tế, nói trong ngày lễ hội cũng phải kiêng, đặc biệt kiêng “chít khăn màu đỏ”, đi vào đình miếu phải bỏ mũ nón, người dân không được làm nhà gần đình miếu và có nóc nhà cao hơn. Việc tế lễ xưa do tiên chỉ, thứ chỉ, kỳ mục, tư văn, nay giao cho Chi Hội Người cao tuổi đảm nhận. Trước khi tế lễ người được dự phải chay tịnh và tắm gội sạch sẽ, khi rước ngài trong lễ hội chọn giai tân, gái tú, các bô lão vợ chồng song toàn. Làng tổ chức lễ hội chính ngày 12/8 hàng năm (xưa từ 3-5 ngày) để tưởng nhớ công đức của nhị vị Thành hoàng đã có công khai sinh, lập địa, lập làng, giữ nước, đồng thời thông qua đó để giáo dục các thế hệ con cháu tự hào về quê hương, xứ sở, về giá trị văn hóa lịch sử lâu đời mà các bậc tiền nhân để lại (đình+ miếu+ chùa Phổ Quang+ giếng cổ+ văn chỉ+ thần tích và bản hương ước cổ). Lễ nghênh giá nhị vị Thành Hoàng từ miếu rước về đình. Tổ chức hành lễ, dâng cúng: Hương, trà, phẩm oản, mâm xôi, trầu cau, rượu, gà tươi, thủ lợn, gạo mới, cùng các thứ hoa quả mới (xưa hương ước quy định: Mỗi giáp thủ lợn một cái và ngũ tạng, một cái giò, một cái não; giáp nào từ 15– 30 người thì thủ lợn cân trọng 2 quan 5 tiền trở lên; giáp nào từ 31 người trở lên thủ lợn cân trọng 5 quan; nếu giáp nào làm 2 con lợn trở lên thì thủ lợn phải đệ cả, một thủ lễ ở miếu, một thủ lễ ở chùa và các Giáp trưởng mồi người phải một mâm xôi cái để thi - nhất thưởng 3 hào và 10 quả cau– xôi và thủ lợn đem thi, khi đồng dân khám hợp thức hay không sẽ có thưởng phạt như lệ) - Nay do chính quyền, các đoàn thể, các xóm và nhân dân trong thôn đứng ra lo. Khi cúng xong đồ lễ ấy đồng dân thụ lộc. Tổ chức ca hát, văn nghệ, hát ca mới, hát chèo, hát văn, ca trù, hát trống quân, các trò vui chơi dân gian (vật lầu, đánh cờ, đấu gậy, kéo co, bắt vịt, thể thao.. có thưởng), đặc biệt tục đấu gậy xưa khi cướp vào làng đều phải ngán làng Nho Tống. Cứ 5 năm một lần làng lại tổ chức quy mô để tưởng nhớ công đức của nhị vị Thành Hoàng Làng, tổ chức hành lễ, dâng cúng: Trà, cau, oản, xôi, rượu, gà luộc, thủ lợn luộc, bánh bánh dày, cơm mới, hoa và quả mới, tiền vàng các loại. Xuân thu nhị kỳ, ngày Tết Nguyên Đán và ngày 12/giêng, Thượng Nguyên khánh lão, 12/2, 3/4, 10/4, 5/5, 15/7, 15/8, 18/8, 12/9, 6/11, 12/chạp, 30/chạp làng tổ chức hành lễ, dâng cúng: Hương, hoa, trà, cau, phẩm oản, quả mới, gạo mới, mùa nào thức ấy theo phong tục không có gì thay đổi.
Bảo tháp Báo nghiêm chùa Phổ Quang thị trấn Phú Minh.
Cổng tam quan chùa Phổ Quang thị trấn Phú Minh.
Thị trấn Phú Minh vùng đất sinh ra và nuôi dưỡng nhiều bậc hiền tài: Tiêu biểu có cụ Trần Tán Bình thi đậu Tiến sĩ đời vua Thành Thái, vì bài thi phạm húy nên bị giáng xuống Phó Bảng (khoa Ất Mùi, Thành Thái thứ 7 năm 1895); làm quan đến chức (Án sát, Tuần phủ Ninh Bình); cụ có công mở mang các trường học, xây dựng đường xá (đưa đường quốc lộ 73B từ Đỗ Xá về qua làng Nho Tống), giúp đỡ và khuyến khích làm đồ xuất cảng (dệt chiếu, vải, gai, dệt thảm, đồ gốm.. tại tỉnh Thái Bình, Nam Định, Ninh Bình); tên tuổi của cụ có ghi ở Bia Văn Miếu–Huế, người dân Phú Xuyên– Thường Tín rất tâm đắc câu đối của cụ, hầu như nó trở thành câu nói cửa miệng của mọi người để răn mình và răn người (Bán rượu, bán chè, đừng bán nước/ Buôn trăm, buôn chục, chớ buôn quan). Thị trấn có bề dày lịch sử văn hóa với nhiều dấu tích, địa danh sau khi vua Quang Trung hành quân qua nơi đây và hạ trại để chỉnh đốn binh mã như: Vườn ông Bống, khu Tờ Chỉ (địa danh phất cờ tập trung quân của đại quân Quang Trung), khu Quần Ngựa (nơi buộc ngựa chỉnh đốn binh mã), lượng quân và dân hội tụ về đông như “chảy hội”…
Thị trấn Phú Minh với thiết chế văn hóa “cây đa - giếng nước - mái đình” và “trên bến - dưới thuyền” của “làng Chảy” là biểu tượng đẹp nhất trong vùng. Hệ thống thiết chế văn hóa “đình, chùa, miếu, giếng, nhà thờ họ, lăng đá cụ Trần Tán Bình” còn nguyên vẹn, có giá trị cao về kiến trúc nghệ thuật hàng trăm năm. Thi trấn có khu hành chính Đảng ủy, HĐND, UBND và khối các đoàn thể khang trang, có 5 nhà văn hóa, sân kho hợp tác xã, 5 khu nhà trẻ mẫu giáo, 5 sân khấu ngoài trời, 5 sân vận động, nơi vui chơi giải trí cho người dân ở 5 khu dân cư. Nhất là chợ Phú Minh duy trì họp hàng ngày, quanh năm. “Chiêng Trào, trống Chảy, mõ Cổ Châu” xưa là sự hội tụ liên vùng (3Làng Chảy có 3 bộ trống cái to thường vào ngày hội làng (11+12+13)/8 âm ngân vang cả vùng nghe thấy).
Cây đa khu miếu cổ Thị trấn Phú Minh.
Rước Thành Hoàng Triệu Quang Phục trong lễ hội thị trấn Phú Minh.
Đội tế tham gia lễ hội làng thị trấn Phú Minh.